# نوین (ولز)
نوین (به انگلیسی: Nefyn، تلفظ ولزی: [ˈne:vɨn]) یک شهرک در ولز است که در گوینز واقع شده‌است. نوین ۲٬۶۰۲ نفر جمعیت دارد.

## خواهرخوانده
شهر پورتو مادرین خواهرخواندهٔ نوین، ولز هست.